# بوبي آدامز
بوبي آدامز (بالإنجليزية: Bobby Adams)‏ هو لاعب كرة قاعدة أمريكي، ولد في 14 ديسمبر 1921، وتوفي في 13 فبراير 1997.

## وصلات خارجية
- بوبي آدامز على موقعبيزبول رفرنس.كوم (الدوري الرئيسي) (الإنجليزية)
- بوبي آدامز على موقعبيزبول رفرنس.كوم (الدوري الثانوي) (الإنجليزية)
- بوبي آدامز على موقع إي إس بي إن.كوم (أم.أل.بي) (الإنجليزية)
- بوبي آدامز على موقع مشجعي الرسوم البيانية (الإنجليزية)